# 鐵達時天長地久廣告系列
鐵達時「天長地久」廣告系列，是1980年代末至1990年代中期，鐘錶品牌鐵達時（Solvil et Titus）於香港推出的多篇電視廣告的統稱，主要由朱家鼎領導的團隊策劃及製作。

## 系列簡介與命名
1988年，鐵達時代理商時間廊（兩者同為寶光實業旗下）聘用當時在本地廣告界崛起的朱家鼎（Mike Chu）策劃廣告。朱家鼎的團隊主要成員包括導演徐佩侃（David Tsui）、文案寫手盧婉儀（Iris Lo）、配樂師戴樂民（Romeo Diaz），還有早期的創意總監兼美術指導陳志明（Kinson Chan）:136等，亦另有指黃光銳（Spencer Wong）也曾執導（其本人則曾於訪問中說在周潤發主演的第三篇開始參與）。由梅艷芳擔任主角的首作取得成功後，繼而衍生出承襲相同概念的多篇廣告。此系列亦成為朱家鼎最聞名的作品之一。
有些說法將首三篇電視廣告視為一個系列，導演徐佩侃亦稱之為「三部曲」（其後的第四篇應該並非他執導:347），分別為：1988年:133播出，由梅艷芳擔任主角；約1990-91:137年間播出，由王傑擔任主角；約1993:312-94:137年間播出，由周潤發、吳倩蓮擔任主角。它們的共通點包括主角持有的手錶背面刻有「天長地久」一詞、結尾讀白「不在乎天長地久 只在乎曾經擁有」及「浪漫靈感鐵達時」（或「浪漫靈感瑞士鐵達時」）、以民國時期為背景:348。讀白標語由李學斌讀出。
約1995-96年間，鐵達時再推出了由劉德華擔任主角的「青春燃燒」篇電視廣告（未知創作團隊是否更換），除了背景改為1960年代東南亞外，仍保留前三作其他共通點。在鐵達時官方網站中，稱此篇為對「不在乎天長地久 只在乎曾經擁有」的詮釋。當時鐵達時以此輯廣告硬照所推出的周邊產品亦寫有「天長地久」等廣告詞。以品牌官方角度之記述較傾向將四篇電視廣告並列。
對於這幾篇廣告個別的名稱以至系列名稱，均沒有統一的命名。鐵達時官方網站、廣告獎項提名資料、當年的製作參與者、一些以它們作為研究主題的文章，對它們的命名都存在異同。系列名稱方面，以「天長地久」最為常見:346。
一篇訪問寶光實業現任主席黃創增的文章，提到當時「進行了市場初探，最終誕生了《飄》等『史詩愛情故事』的理念」。未知《飄》是對於其中一篇廣告的另一種命名，還是指構思取材於名著《飄》（電影《亂世佳人》原著）。

## 各篇廣告

### 1988年：梅艷芳

#### 命名
| 出處       | 中文     | 英文                 |
| ---------- | -------- | -------------------- |
| 獎項提名   |          | Nostalgia - Shanghai |
| 導演徐佩侃 |          | Nostalgia            |
| 專題文章   | 懷舊上海 |                      |

#### 簡介
主要演員為梅豔芳、Michael Lau（澳門男模特兒）。廣告時長約60秒:346（以完整版本計）。導演版時長亦相當。
故事以民國時期為背景，描述一名打扮高貴的女子（梅豔芳飾）在火車站月台，期待某人會在到站的列車上步出，她看見月台上重聚的小情侶，不禁憶起往事，她和戀人（Michael Lau飾）在一個華麗的舞會上定情，某天男方將一隻背面刻有「天長地久」的手錶送給她，後來某天男方穿上白色軍服（應屬海軍）準備離開，她痛心地摑了他一記耳光，男方依然選擇離開（暗示赴前線作戰），畫面回到月台，乘客紛紛下車，女子仍未等到她的戀人。:140-142
配樂方面，普通版本採用改編自國語時代曲等著你回來的純音樂；導演版採用梅豔芳的粵語歌似水流年。

#### 軼聞
2021年傳記電影《梅艷芳》的導演版中，有模仿此廣告拍攝的片段。

### 1990年：王傑

#### 命名
| 出處           | 中文       | 英文             |
| -------------- | ---------- | ---------------- |
| 獎項提名       |            | Winter Nostalgia |
| 鐵達時官方網站 | 生來征服篇 |                  |
| 導演徐佩侃     |            | Winter Nostalgia |
| 專題文章       | 雪地       |                  |

#### 簡介
主要演員為王傑、倪雪（Anna Ngai）。廣告時長約60秒:346（以完整版本計）。
另有30秒濃縮版本一個，15秒超濃縮版本一個及15秒戀愛片段版本共4個 (包括：經朋友介紹相識,雪地嬉戲，男主親手在錶背刻下「天長地久」，騎機車出遊並贈送手錶)。而以上每個版本均配有廣東話，英語及國語旁白，即總計有21個版本。
故事發生在民國時期某個動盪的時空，廣告中並沒明確顯示背景，但創意及美術指導陳志明曾稱是國共內戰:313。
廣告描述一名男子（王傑 飾）獨自在滿地白雪的樹林中奔走，他拿出一隻背面刻有「天長地久」的手錶憶起往事。男女雙方是在一間高級咖啡廳經由朋友介紹而認識的（朋友中有軍人）。熱戀時期男方親手在鐵達時手錶的背面刻上「天長地久」並在騎機車出遊時把手錶送給女方。後來在時局動盪的某天，滿街都是軍人和逃難的民眾，男方在撤走的卡車上焦急的等待女方的到來，當車輛開走途中，女方才帶著行李到達並拼命想追上卡車，男方想把女方拉上車，但雙方都被旁人阻攔著而不成功，而女方戴著的手錶就被男方扯了下來並一直保存著。
配樂方面，繼續採用改編自等著你回來的純音樂。

#### 軼聞
有文章引述導演徐佩侃所言，主角原本打算起用張國榮:346。但亦有文章引述陳志明所言，最初構思時已想到王傑，其失落者形象很符合此角。:313
本來打算在青島取景，但王傑以自己是臺灣軍人為由拒絕往中國內地，故改於北海道及邵氏片場拍攝。
網路上有人將此廣告的雪境一幕與《齊瓦哥醫生》比較。

### 1993年：周潤發、吳倩蓮

#### 命名
| 出處           | 中文             | 英文              |
| -------------- | ---------------- | ----------------- |
| 獎項提名       | 機師或天長地久篇 | Pilot             |
| 鐵達時官方網站 | 空軍篇           |                   |
| 導演徐佩侃     |                  | The Flying Tigers |
| 專題文章       | 機師             |                   |

#### 簡介
主要演員為周潤發、吳倩蓮。廣告時長約120秒:346（以完整版本計）。另有導演版見下文。
故事以二戰時期中國為背景，描述一名空軍戰機機師（周潤發飾）與戀人（吳倩蓮飾）新婚，兩人於野外溫馨蜜月時，瞥見頭上大量戰機飛過，機師隨即歸隊投入戰鬥，兩人於機場告別，期間男方將背面刻有「天長地久」的手錶交給女方，女方與一眾機師親屬目送戰機起航。此作播放時長及製作規模為前三作之最。
配樂方面，普通版本採用戴樂民所創作的純音樂，其靈感來自1970年意大利語電影《嘉莉珐夫人》（La Califfa）的配樂（配樂大師安尼奧·摩利哥之作品），因而略有相似之處。另有一個時長約2分30秒的導演版，則直接使用了《嘉莉琺夫人》的配樂。此導演版本為私人觀賞之用，後曾在1995年的第一屆十大電視廣告頒獎典禮中播放，進入互聯網時代後已在互聯網上廣為流傳。鐵達時官方網站亦稱使用「La Califfa」作為配樂。

#### 軼聞
外景於吉林長春市拍攝，其中包括機場與舊式戰機出擊的場景。但學者史文鴻批評片中使用的是日軍的零式戰鬥機。
其中一幕回憶男女主角於一幅戲名為「天長地久」的大型電影海報前合照，該電影海報實為1940年美國電影《魂斷藍橋》的劇照，配上虛構戲名。
此廣告的平面廣告版本上印有一段舊報章截圖，內容關於抗日戰爭中的蘭州空戰，故有此廣告故事取材自蘭州空戰一說。
1996年電影《天若有情III烽火佳人》的故事背景、男女主角人物設定與此廣告相似，同是民國戰機機師的戀曲，而且女主角亦是吳倩蓮，而男主角則是劉德華。

### 1995年：劉德華

#### 命名
| 出處           | 中文       | 英文 |
| -------------- | ---------- | ---- |
| 獎項提名       | 青春燃燒   |      |
| 鐵達時官方網站 | 青春燃燒篇 |      |

#### 簡介
主要演員為劉德華、Susan Bachtiar（印尼女演員，當時曾使用中文名：戴雪珊）。
故事以1960年代的南洋（東南亞）為背景，描述一名不羈的窮小子（劉德華飾）與任性富家女（Susan Bachtiar飾）相戀，兩人為脫離女方家族的束縛而私奔，男方將背面刻有「天長地久」的手錶交給女方，後來窮小子為生活費而參加一場亡命賽車。風格上有王家衛電影《阿飛正傳》的影子。
配樂方面，採用陳蓉蓉演唱版本的印尼歌曲美麗的梭羅河。

## 反響

### 影響
鐵達時在市場上屬於中價產品，此廣告系列的華貴氣派包裝，成功提升品牌的檔次。當中的浪漫愛情元素，使產品更適合情人節禮品市場。:134「不在乎天長地久，只在乎曾經擁有」一語深入民心，成為傳世愛情名句:133-134，並在往後一些電影及劇集中被一再用作對白。此系列的文案寫手盧婉儀認為此語句大受歡迎，可能是當年香港人面臨九七回歸的諸多不確定因素，心情迷惘，此語剛好符合當時大眾潛意識中「今朝有酒今朝醉」的傾向。她創作時雖無這種想法，但也不排除存在於她自己的潛意識中。
香港公開大學人文社會科學院學者劉文英指此廣告系列除了在商業宣傳上成功，亦為觀眾留下回憶及精神價值，是經典廣告成為社會文化元素的例子。

### 評價
廣告業者黃曉帆指，當時香港鮮有電視廣告如這系列作品時長超過30秒，此系列是香港首次以史詩式電影手法拍攝廣告。:348
廣告業者曾錦程和設計師劉昆祐在他們的合著中對此系列有不少分析，可分為廣告手法與藝術性、社會乃至政治兩大角度。
- 廣告手法與藝術角度：

此系列與1980年代香港廣告相比，有幾種不同之處，例如80年代的廣告風格上通常摩登及崇洋，而此系列帶起了懷舊風氣，並且以中國近代的人、時、地作為題材；此系列試圖以情感打動觀眾，不似80年代廣告常裝腔作勢、煞有介事，例如純粹以上流氣派包裝、裝作幽默或機智；此系列有深入的價值觀反思，不似80年代廣告多鼓吹吃喝玩樂:135。而黃曉帆則評論十多歲起就在美國成長的朱家鼎，其特色是「西方品味本土演繹」:340。曾、劉又認為「不在乎天長地久，只在乎曾經擁有」所包含的價值觀，對當時仍然較為保守的社會意識有所衝擊，啟發了1990年代的廣告創意。:135對於前三作的比較，他們認為王傑「雪地」篇雖然雪境感覺淒美，視覺上很震撼，但整體而言它在三篇中最易被人遺忘。對於此篇在香港廣告商會廣告創意大獎（即金帆獎）中獲得的榮譽最高，他們推測可能是該屆的國際評審未知有「懷舊上海」篇珠玉在前，或認為此篇是只屬於香港的廣告，別處看不到（指當時只有香港人才會如此取材，見下文）。而其後的「機師」篇獎項成績最差，則是合理結果。:312-313
- 社會與政治角度：

此系列出現的軍裝人物，均為國民黨軍人，可能是因為民國時期掌握較多資源的國民黨軍更適合廣告的氣派，但更像希望回到中國共產黨未掌權時代的「選擇性記憶」。如「機師」篇男主角這種為國出戰的國民黨軍官的人物設定，是表現當時香港人「愛國恐共」的民族意識:137-138。「雪地」篇播出時正值六四事件發生後，廣告中的城市兵慌馬亂狀況與其有相似之處，亦正值香港前途談判所引發的移民潮之高峰:312。曾、劉引述創作團隊成員陳志明所言，此篇是以戰亂（國共內戰）背景「營造時代轉變中人的無奈」，反思「我們可否有把握當下一瞬間的能力」； 移民潮令「人與人因時勢而分開」，此篇希望帶出「人對時間的反思」。:313此系列帶起的1990年代初香港廣告懷舊風氣，此風氣反映香港人面臨九七回歸，出現逃避現實心態。這是對當前局勢避而不談，以迂迴方式表達政治取態:138-139。（參考上文引用盧婉儀及陳志明之說法。）
中國內地的廣告學者阳翼及万木春在合著評價周潤發、吳倩蓮一篇（上文稱「機師」），故事「淒美動人，可歌可泣」，亦讚揚兩位主角的演繹。廣告成功將該品牌手錶塑造為象徵至死不渝愛情的符號，讓品牌的內涵價值深得消費者認同。
上一輩的廣告業者李悅則在1993年時認為，當時廣告界的懷舊風氣不及電影等媒體，此系列雖然是「純懷舊」主題及手法的代表作，但其成功不在於懷舊情懷，而是在於廣為流傳的廣告語。

## 獎項及提名
| 廣告名稱             | 獲獎年份 | 頒獎禮                              | 獎項                         | 名單   | 結果 |
| -------------------- | -------- | ----------------------------------- | ---------------------------- | ------ | ---- |
| Nostalgia - Shanghai | 1989     | 香港廣告商會 金帆廣告大獎           | 個人用品及禮品類別廣告       |        | 金獎 |
| Nostalgia - Shanghai | 1989     | 香港廣告商會 金帆廣告大獎           | 電視廣告類藝術指導           |        | 銅獎 |
| Winter Nostalgia     | 1991     | 香港廣告商會 金帆廣告大獎           | 年度最佳電視商業廣告:313     |        | 獲獎 |
| Winter Nostalgia     | 1991     | 香港廣告商會 金帆廣告大獎           | 個人及家庭用品類別:313       |        | 金獎 |
| Winter Nostalgia     | 1991     | 香港廣告商會 金帆廣告大獎           | 年度最佳電視/戲院商業廣告    |        | 獲獎 |
| Winter Nostalgia     | 1991     | 香港廣告商會 金帆廣告大獎           | 廣播類最佳導演               |        | 銀獎 |
| Winter Nostalgia     | 1991     | 香港廣告商會 金帆廣告大獎           | 廣播類最佳剪接               |        | 銅獎 |
| Winter Nostalgia     | 1991     | 香港廣告商會 金帆廣告大獎           | 廣播類最佳攝影               |        | 銀獎 |
| Pilot／ 機師         | 1994     | 香港廣告商會 金帆廣告大獎           | 年度最佳中文電視商業廣告     |        | 銀獎 |
| Pilot／ 機師         | 1994     | 香港廣告商會 金帆廣告大獎           | 客戶獎（原文：Client Award） |        | 金獎 |
| Pilot／ 機師         | 1995     | 亞洲電視 第一屆十大電視廣告頒獎典禮 | 十大最受歡迎電視廣告         |        | 獲獎 |
| 青春燃燒             | 1996     | 亞洲電視 第二屆十大電視廣告頒獎典禮 | 十大最受歡迎電視廣告         |        | 獲獎 |
| 青春燃燒             | 1996     | 亞洲電視 第二屆十大電視廣告頒獎典禮 | 傑出電視廣告女演員大獎       | 戴雪珊 | 獲獎 |

## 備註
1. ↑  英語為Creative Director，亦有稱為創意指導。
2. 1 2 3 4 5 6  見導演徐佩侃（David Tsui）之臉書及個人Youtube頻道，包括影片[9][10][11]
3. ↑  有文獻[12]:345提及此系列時稱回憶起梅艷芳的歌聲，按此推斷導演版曾在電視播放。
4. ↑  參考文章[6]稱是南京浦口火車站，未知有何根據，或指取景之處。
5. ↑  「生來征服」亦是王傑2015年演唱會的名稱。
6. ↑  參考文章[4]稱是中國東北地區，未知有何根據，或從取景之處推斷。
7. ↑  如《壹週刊》第170期（1993年6月11日）第二冊第31頁的平面廣告。
8. ↑  有網民指該報章截圖出自《西北日報》1939年2月23日。
9. ↑  應指獎項評審準則甚重視意念創新，對重覆採用的概念不利。
10. ↑  「愛國恐共」一詞是引用劉兆佳1998年論文《「香港人」或「中國人」：香港華人的身分認同1985-1995》